# Interação de troca
Em física, a interação de troca ou interação de troca magnética é um efeito descrito pela mecânica quântica que ocorre entre elétrons desemparelhados do mesmo ou de diferentes átomos ou íons, quando as suas funções de onda se sobrepõem; isto é, quando estão relativamente próximos. De forma simplificada, quando dois eletrões estão muito próximos, a sua energia depende da simetria das suas orbitais moleculares (a sua distribuição no espaço) e da orientação relativa dos seus spins (os seus momentos angulares intrínsecos). Esta interação é uma manifestação do princípio de exclusão de Pauli, que está relacionado com a repulsa a curta distância entre átomos e moléculas, o que impede que a matéria colapse.